# 조선민주주의인민공화국의 선거

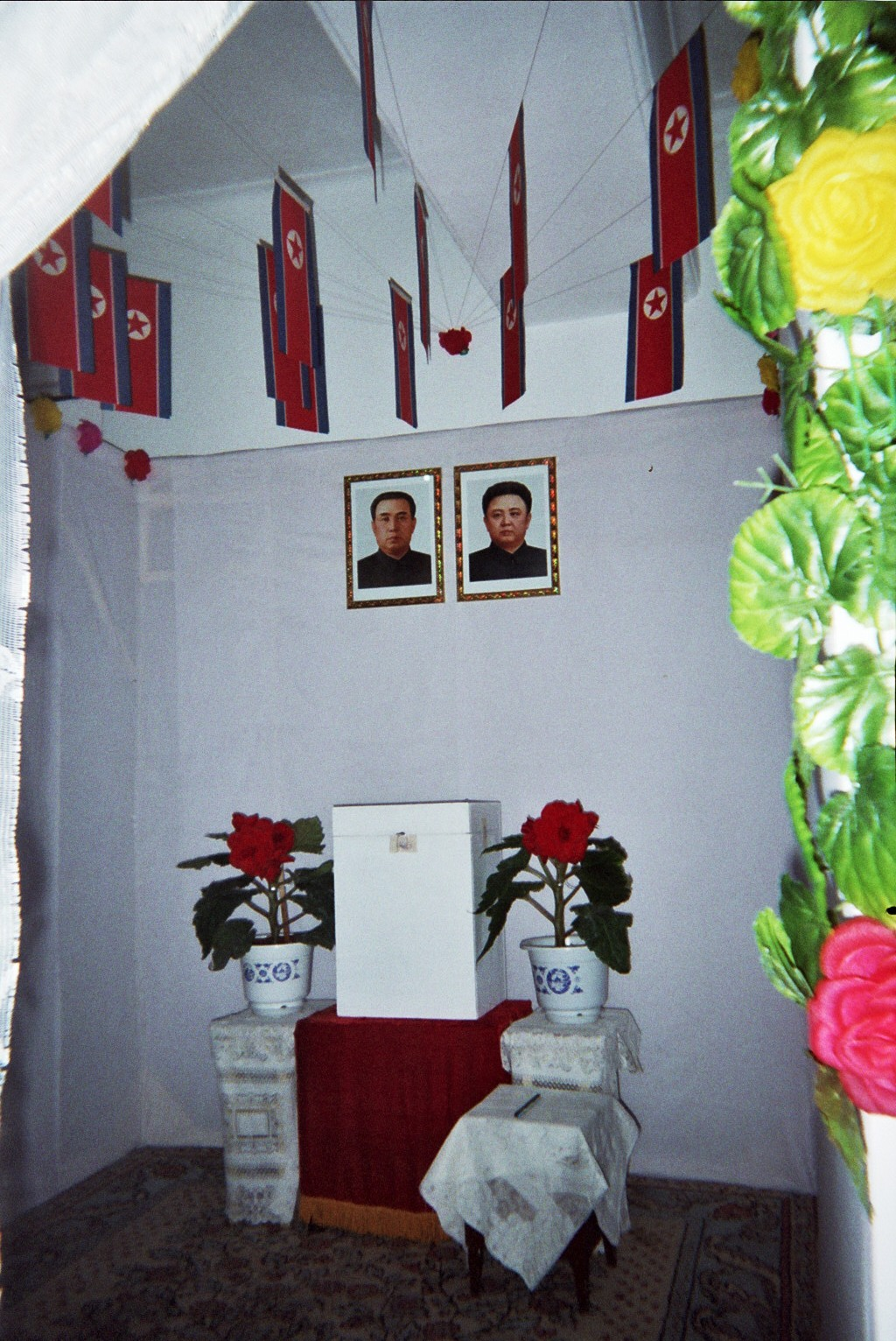
조선민주주의인민공화국의 투표소

이 문서는 조선민주주의인민공화국의 선거에 관한 내용을 다룬다.

## 헌법에 보장된 내용
조선민주주의인민공화국의 헌법은 조선민주주의인민공화국의 국민에게 최고인민회의와 각 지방 인민위원회의 위원을 직접 선출한 권리와, 정당 결성 및 선거 참여의 자유가 있음을 명시한다.

## 후보
선거에 참여할 정당과 개인은 선거연합인 '조국통일민주주의전선'에 가입하며 해당 선거연합은 모든 지역구에서 후보를 단일화한다.

## 선거 방법
투표용지에는 후보자의 이름 옆에 기표하는 자리가 없다. 투표용지를 받은 투표자는 기표소에서 투표용지에 적힌 후보자 가운데 자신이 지지하는 후보 한 명을 제외한 나머지 후보자의 이름에 줄을 긋고 투표지를 투표함에 넣는다. 투표용지에 적힌 후보 전부를 지지한다면 기표소에 들릴 필요 없이 받은 투표용지를 그대로 투표함에 넣어도 된다.

## 비판
후보를 내는 곳이 '조국통일민주주의전선' 뿐이기에 모든 지역구에서 단독 후보가 출마하므로 경쟁이 없다. 선거기간이 일주일 이내로 짧으며 주민을 대상으로 한 선거와 후보자에 대한 홍보가 있으나 후보의 유세는 없다. 선거일 날 후보에 반대하고 싶다면 반드시 기표소에 들러야 하므로 선거의 4대 원칙 중 하나인 비밀선거의 원칙이 지켜지지 않는다.
조선민주주의인민공화국에는 한국의 중앙선거관리위원회에 해당하는 상설조직이 없다. 선거를 앞두고 최고인민회의에서 조직하는 중앙선거지도위원회가 조직되나 상설조직이 아니며 선거가 끝난 후 해산된다. 

## 같이 보기
- 조선민주주의인민공화국의 정치
- 조선민주주의인민공화국의 정당